# Angry Video Game Nerd: The Movie
Az Angry Video Game Nerd: The Movie egy 2014-es amerikai független film, ami James Rolfe Angry Video Game Nerd című websorozata alapján készült. A filmet Kevin Finn és James Rolfe rendezte és írta, a zenét Bear McCreary szerezte.
Az Amerikai Egyesült Államokban 2014. július 21-én mutatták be.

## Cselekmény
A film középpontjában az E. T., a földönkívüli című filmből készült Atari 2600-játék áll (ami jogi okok miatt Eee Tee néven szerepel a filmben), mely olyan rossz lett, hogy kis híján csődbe juttatta az Atarit, és aminek állítólag közel 2 millió példányát temették el az Új-Mexikói Alamogordoban. Azonban napjainkban rengetegen játszanak a régi rossz játékokkal, így a Cockburn Industries ki szeretné adni ennek folytatását. Ehhez viszont népszerűsíteniük kell a régi változatot, amit az egyik dolgozó, Mandi az ismert rossz játékokkal játszó videós, az Angry Video Game Nerd segítségével akarja elérni, aki viszont hallani sem akar a dologról. Végül egyezséget kötnek: a Nerd és társa, Cooper Mindivel együtt elindulnak kideríteni az elásott játékpéldányok legendájának valódiságát, és ha tényleg találnak ott példányokat, akkor a Nerd videót csinál az Eee Tee-ből. Ám nem is sejtik, hogy az 51-es körzet parancsnoka, Dark Onward tábornok mindent megtesz azért, hogy ne derüljön fény a játékkal kapcsolatos titkokra.

## Szereplők
| Szereplő             | Színész              |
| -------------------- | -------------------- |
| A Nerd               | James Rolfe          |
| Cooper Folly         | Jeremy Suarez        |
| Mandi                | Sarah Glendening     |
| Dark Onward tábornok | Stephen Mendel       |
| McButter őrmester    | Helena Barrett       |
| Dr. Zandor           | Time Winters         |
| Bernie Cockburn      | Bobby Charles Reed   |
| Mr. Swann            | Eddie Pepitone       |
| Űrlény (hangja)      | Robbie Rist          |
| Death Mwauthzyx      | Matt Conant          |
| Áruházi vásárló      | Andre Meadows        |
| Howard Scott Warshaw | Howard Scott Warshaw |
| Fiatal Zandor        | Matt Brewer          |
| Keith Apicary        | Nathan Barnatt       |
| Bradley              | Logan Grove          |

### Kameók
- Kyle Justin mint Gitáros srác
- Mike Matei
- David Dastmalchian mint L.J.Ng őrmester
- Pat Contri mint Csalódott játékos 1
- Malcolm Critchell mint Brit fickó
- Bear McCreary mint Zombi
- Doug Walker
- Lloyd Kaufman
- Jason Janes mint Rémálombeli zombi/Játéküzlet védője
- Justin Carmical

## Filmzene
A film zenéjét Bear McCreary szerezte és 2014. szeptember 2-án vált elérhetővé az ITunes-on..
| Sz. | Cím                                                          | Hossz |
| --- | ------------------------------------------------------------ | ----- |
| 1.  | "Theme from Angry Video Game Nerd: The Movie"                | 4:41  |
| 2.  | "Nerds Before Birds"                                         | 3:55  |
| 3.  | "Nerd Nightmares"                                            | 3:42  |
| 4.  | "The Landfill"                                               | 1:54  |
| 5.  | "Humvee Chase"                                               | 2:43  |
| 6.  | "Barcade"                                                    | 2:44  |
| 7.  | "The Story of Death Mwauthzyx"                               | 1:54  |
| 8.  | "Save the Fans"                                              | 3:31  |
| 9.  | "Zandor's Tale"                                              | 4:07  |
| 10. | "Howard Scott Warshaw"                                       | 4:43  |
| 11. | "Sacred Ground of the Golden Turd (Bear McCreary Remix)"     | 2:16  |
| 12. | "General Dark Onward"                                        | 5:50  |
| 13. | "Unidentifed Flying Nerd"                                    | 2:56  |
| 14. | "Killer Robots"                                              | 2:25  |
| 15. | "Death Mwauthzyx Rises"                                      | 5:44  |
| 16. | "The Nerdy Hero"                                             | 10:15 |
| 17. | "Birds Before Nerds"                                         | 2:28  |
| 18. | "Source Music Medley"                                        | 5:31  |
| 19. | "Maverick Regeneration"                                      | 4:11  |
| 20. | "The Angry Video Game Nerd Theme Song (Bear McCreary remix)" | 2:54  |